# Jágónak
Jágónak là một thị trấn thuộc hạt Tolna, Hungary. Thị trấn này có diện tích 15,4 km², dân số năm 2010 là 238 người, mật độ 15 người/km².